# مزرعه نوبهار
مزرعه نوبهار یک منطقهٔ مسکونی در ایران است که در دهستان جبل واقع شده‌است.